# St. Maria (Rufen)

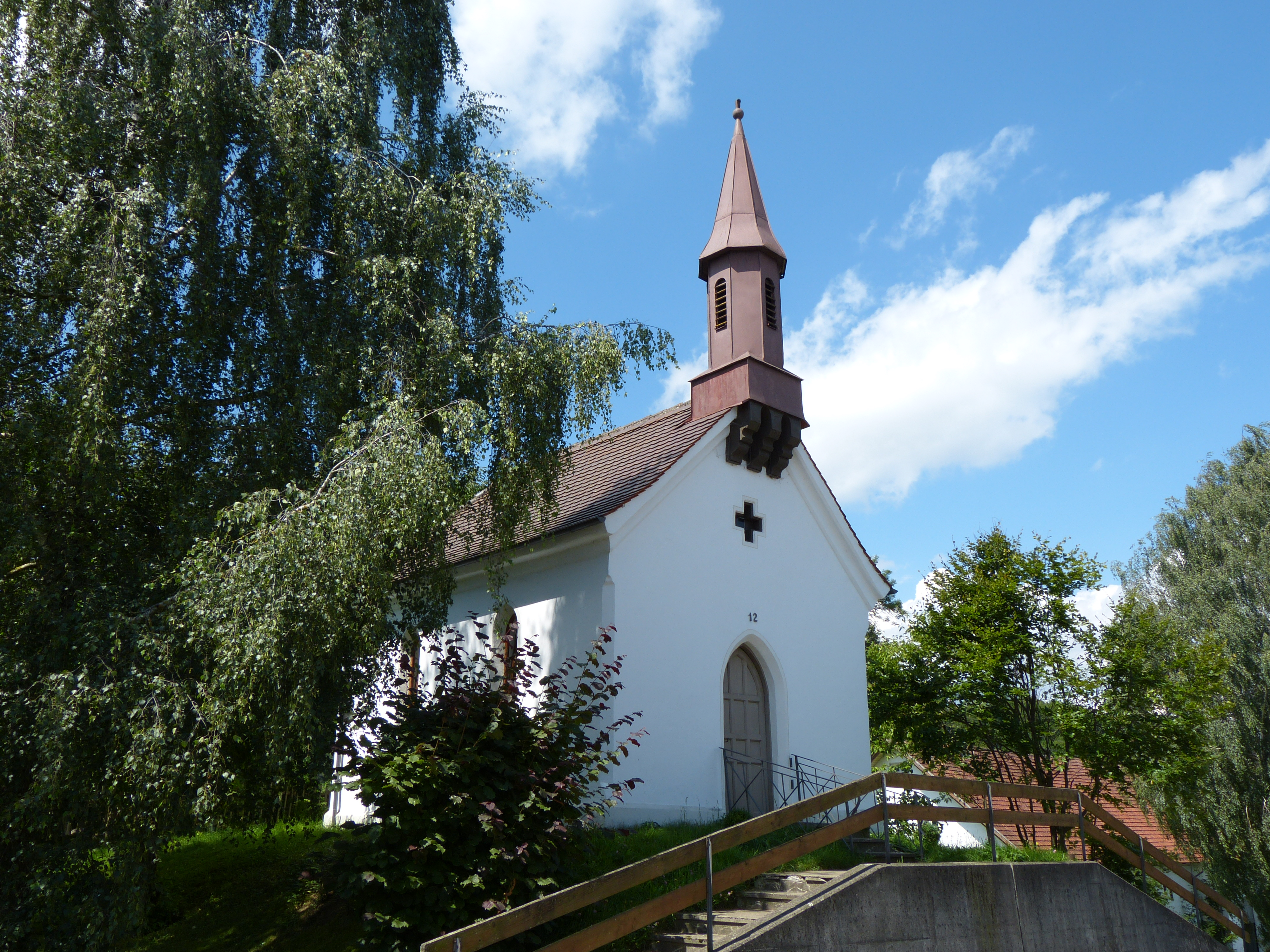
St. Maria in Rufen, Gemeinde Kammlach, 2012

Die römisch-katholische Kapelle St. Maria in Rufen, einem Ortsteil des oberschwäbischen Kammlach im Landkreis Unterallgäu, Bayern, wurde an Stelle einer vorherigen, baufälligen Kapelle 1857 errichtet. Die Kapelle steht unter Denkmalschutz. Eingeweiht wurde die Kapelle am 2. Juli 1857 von Dekan und Stadtpfarrer Johann Michael Ritz aus Mindelheim. Ausgeführt wurde der Bau von Zimmermeister Hiemer aus Erkheim. Im Jahr 1880 erhielt die Kapelle eine Messlizenz. Die Kapelle wurde mehrfach renoviert, so in den Jahren 1884, 1920 und 1949.

## Baubeschreibung
Das kleine Kirchengebäude ist ein schlichter neugotischer Bau. Der Innenraum mit Spitzbogenfenstern enthält eine Flachdecke und ist dreiseitig geschlossen. An der Südseite befindet sich eine Spitzbogentür. An der Außenseite sind das Traufgesims und die Giebelschrägen profiliert. Ein Dachreiter mit quadratischem Sockel ist über dem Südgiebel angebracht. Dieser kragt auf drei profilierten Konsolen nach vorn und hat ein oktogonales Oberteil. Abgeschlossen ist er mit einem Spitzhelm.

## Ausstattung

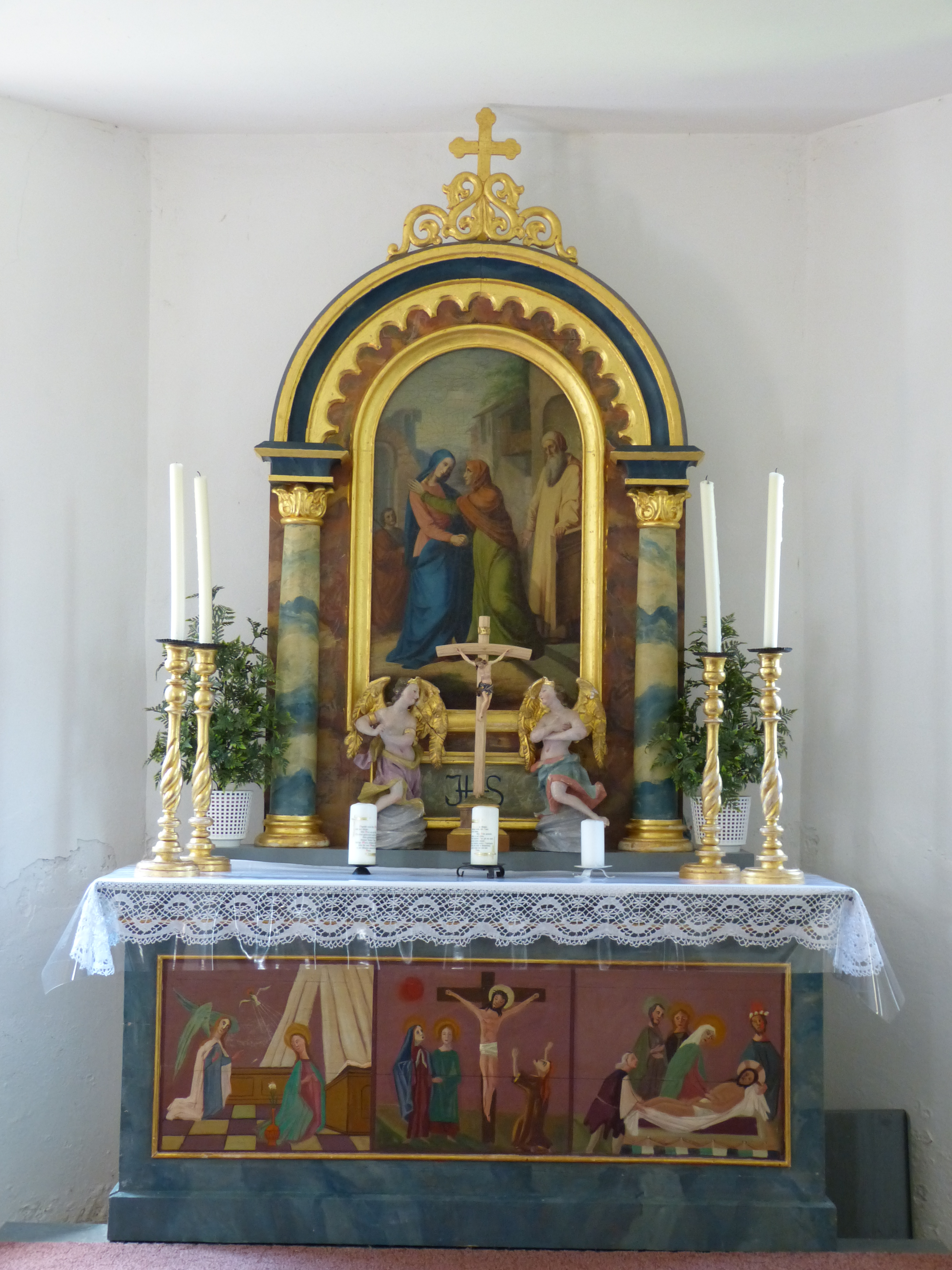
Altar von St. Maria, Rufen

Der aus Holz gefertigte gefasste Altar wurde 1857 von Schreiner Beck aus Erkheim geschaffen. Er ist in der Form einer zweisäuligen Rundbogenädikula aufgebaut. Im Zentrum zeigt das Altarbild Mariä Heimsuchung von Joseph Kober aus Göggingen. Auf der Mensa befinden sich zwei kniende Engelsstatuetten. Die hölzernen gefassten Figuren stammen aus der Mitte des 18. Jahrhunderts. Auf dem Antependium befinden sich drei moderne Gemälde mit den Szenen Mariä Verkündigung, der Kreuzigung Christi und der Grablegung Christi.
Das gefasste Kruzifix aus Holz stammt aus der Mitte des 16. Jahrhunderts.